# 사회장
사회장(社會葬)은 사회에 공적을 남긴 저명인사가 사망하였을 경우 사회 단체가 자발적으로 모여 거행하는 장례의식이다. 국가장 다음으로 예우를 갖추어 거행하는 장례로서 정부에서는 관여하지는 않으나, 장례비용 중 일부를 보조하거나, 고인의 업적을 감안하여 훈장을 추서하기도 한다.

## 같이 보기
- 국가장
- 장례